# Nimeni nu ne va despărți

Coperta albumului

Nimeni nu ne va despărți reprezintă cel de-al patrulea album al formației t-Short, produs de „Zoom Records” și lansat pe data de 16 decembrie 2006 la „River Plazza Mall” din Râmnicu Vâlcea. Acest CD a apărut la 10 ani de la ieșirea pe piață a primului album al formației, intitulat „Noapte de vis”, și conține 12 piese noi.

## Piese
1. Renașterea
2. Hello
3. M-am trezit
4. Hey, tu
5. De când ai plecat
6. Hello (Dream club rmx)
7. Nimeni nu ne va despărți
8. Seara
9. Nu mai vreau
10. La inima ta
11. Nimeni nu ne va despărți (ragga mix)
12. Outro